# Marie-Louise Linssen-Vaessen
Marie-Louise Jean Joséphine Linssen-Vaessen (Maastricht, 19 marzo 1928 – Horst aan de Maas, 15 febbraio 1993) è stata una nuotatrice olandese.
Specializzata nello stile libero, ha vinto due medaglie di bronzo alle Olimpiadi di Londra 1948 e una d'argento quattro anni più tardi, a Helsinki 1952, nella staffetta 4 × 100 m sl.

## Palmarès
- Olimpiadi

Londra 1948: bronzo nei 100 m sl e nella staffetta 4 × 100 m sl.
Helsinki 1952: argento nella staffetta 4 × 100 m sl.
- Europei di nuoto

1947 - Montecarlo: argento nella staffetta 4 × 100 m sl.
1950 - Vienna: oro nella staffetta 4 × 100 m sl e argento nei 100 m sl.